# 工藤行光
工藤 行光（くどう ゆきみつ）は、平安時代末期から鎌倉時代初期にかけての武将・御家人。厨川工藤氏の祖。
治承4年（1180年）、源頼朝に呼応して一家を挙げて挙兵し、頼朝に仕える。
文治5年（1189年）の奥州合戦では親子で従軍し軍功をたて、同年9月12日に岩手郡厨川に頼朝が進軍した際に岩手郡に領地を与えられ、中務丞に改めた。
正治2年（1200年）、梶原景時の変において梶原景時一族が関東を離れて西上しようとしているとの知らせを受けた幕府の命で追討軍の1人として派遣されているが、追討軍が追いつく前に景時らは駿河国で同地の武士によって討たれた。